# Distretto di Xincheng
Il distretto di Xincheng (新城区S) è un distretto della Cina, situato nella regione autonoma della Mongolia Interna e amministrato dalla prefettura di Hohhot.